# 硬博普樂

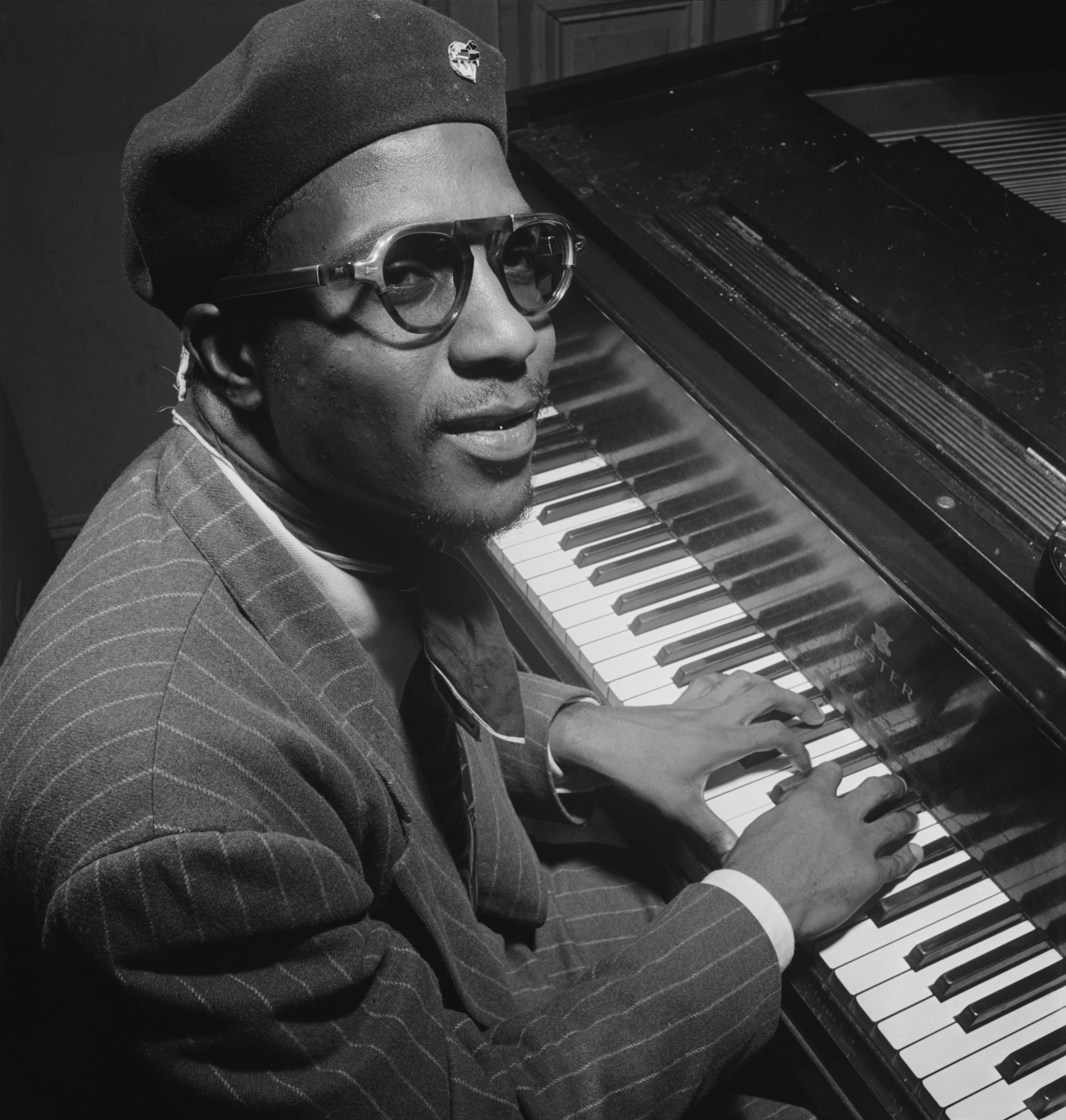
塞隆尼斯·孟克，攝於1947年。

硬博普乐是一种爵士音乐流派。它是咆勃爵士樂的延伸。新闻界和唱片公司50年代中期时开始采用此名，借以描述爵士乐世界里的一股吸收了节奏布鲁斯、福音音乐和蓝调影响，并在萨克斯风和钢琴演奏中得以显著体现的新潮流。